# Bali
Bali è un'isola dell'Indonesia con una superficie di 5 561 km² e una popolazione di 4 404 300 abitanti (2023).
Fa parte dell'arcipelago delle Piccole Isole della Sonda ed è separata dall'isola di Giava dallo stretto di Bali. Amministrativamente è una provincia, con capoluogo la città di Denpasar, ed è l'unica provincia a maggioranza induista. Bali è la più importante meta turistica indonesiana.

## Storia

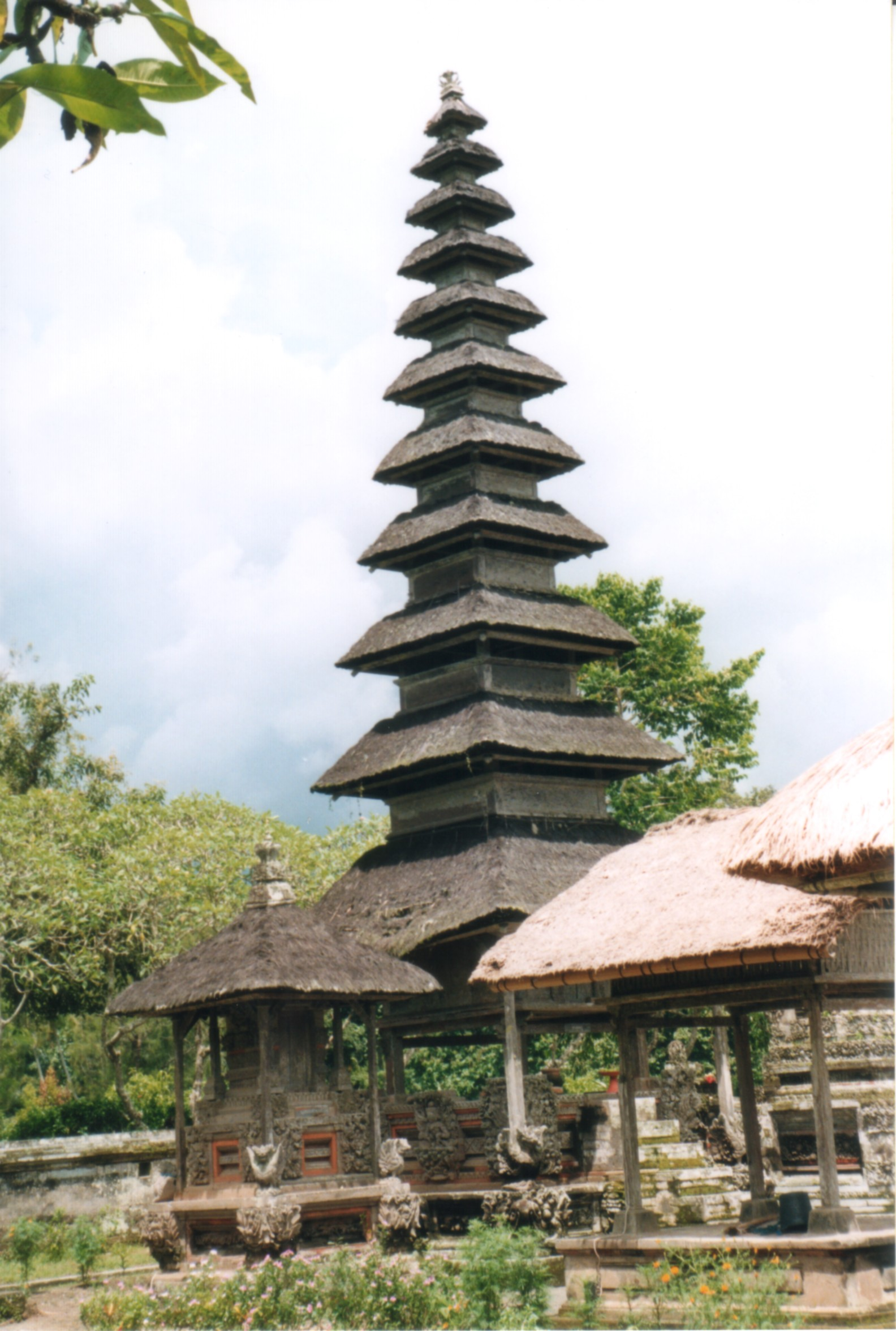
Templi a Mengwi / Taman Ayun

### Preistoria
La presenza umana nell'isola risale alla preistoria. Alcuni reperti risalenti al 3000 a.C., ritrovati nei dintorni del villaggio di Cekik nella parte ovest dell'isola, testimoniano l'insediamento di popolazioni migrate in tempi preistorici dal continente asiatico. Le prime tracce storiche identificate nell'isola sono cocci con iscrizioni braminiche, databili intorno al I secolo a.C., che testimoniano l'arrivo di popolazioni indù nell'isola.
Tra i più antichi documenti scritti ritrovati a Bali vi è la "carta di Blanjoung", redatta in sanscrito e risalente al 913 d.C., che menziona il sovrano Sri Kesari Warmadewa e il luogo «Walidwipa». Un'iscrizione del 1041 incisa su una pietra ritrovata a Giava (detta "Pietra di Calcutta" in quanto conservata al Museo Indiano di Calcutta) riporta la genealogia del re Airlangga, figlio del principe balinese Udayana. In questo lungo periodo di tempo venne sviluppato il sistema di irrigazione subak per la coltivazione del riso. Risalgono a questo periodo, inoltre, alcune tradizioni religiose e culturali che esistono tuttora.
Nel 1343 l'Impero Majapahit, che era insediato nella parte orientale di Giava, fondò una colonia a Bali. L'isola venne nuovamente menzionata su testi giavanesi tra il 1059 e il 1205 nel Nagarakertagama, poema epico scritto nel 1365 sotto il regno di Hayam Wuruk dell'Impero Majapahit (1350-1389). All'inizio del XVI secolo, con il declino dell'impero e la successiva occupazione di Giava da parte delle truppe del re musulmano di Demak, vi fu un esodo di artisti, religiosi ed intellettuali verso la colonia balinese del re.

### L'arrivo degli europei
Dopo che una nave portoghese aveva sostato presso la penisola di Bukit nel 1585, l'esploratore olandese Cornelis de Houtman sbarcò nel 1597 stabilendo il primo contatto con l'occidente. Gli europei non riuscirono però a stabilire una loro presenza come avevano fatto in molte altre isole dell'arcipelago. Negli anni 1620-1630, il principe Blambangan, di fronte alla minaccia del sultano Agung di Mataram, chiese aiuto alla Compagnia olandese delle Indie orientali, ma gli venne rifiutato. Blambangan si rivolse quindi al Dewa Agung (re) di Gelgel di Bali, e le forze balinesi sconfissero il sultano Agung nel 1635.
Bali non partecipò direttamente ai traffici commerciali che animavano l'arcipelago, ma divenne esportatrice di cotone, riso, bestiame e selvaggina. La fondazione di Batavia (l'odierna Giacarta) da parte della compagnia olandese nel 1619 e l'apertura del mercato degli schiavi furono un'occasione per i principi balinesi di vendere i loro prigionieri di guerra, fatto che acuì i conflitti interni tra i principati locali.
Dopo il 1660, Ki Gusti Ngurah Panji Sakti fondò il regno di Buleleng nel settentrione dell'isola. La dinastia di Gelgel estese il suo dominio sul regno di Klungkung, i cui re, che conservavano il titolo di Dewa Agung, vennero considerati la linea più nobile di Bali. Nella zona orientale, il regno di Karangasem a partire dal 1680 intraprese la conquista dell'isola di Lombok, affrontando gli eserciti di Gowa e di Sumbawa.
Buleleng conquistò Blambangan nel 1697. Intorno al 1700, il regno di Mengwi dominava il sud di Bali. Mengwi tolse Blambangan a Buleleng diventando il re più potente dell'isola. Per tre volte (nel 1714, 1726 e 1729), dei re balinesi sferrarono delle offensive verso la parte occidentale di Giava per poter visitare i territori dell'Impero Majapahit di cui si sentivano i discendenti.
I re di Mengwi spesero molte risorse per mantenere la sovranità su Blambangan, ma quei regnanti si convertirono all'islam nel 1770 e si allearono con la compagnia olandese. Interessati a ridurre l'influenza balinese su Giava, gli olandesi fecero scomparire l'ultimo Stato induista. Alla fine del XVIII secolo, nessun regno balinese era in grado di dominare l'insieme delle isole come aveva fatto Gelgel prima del 1650. Gli olandesi non si interessarono a Bali fino all'inizio del XIX secolo.
In quel periodo, l'economia dell'isola era basata essenzialmente sul commercio degli schiavi e l'aristocrazia balinese ne vendeva oltre 2 000 ogni anno, in cambio di armi e oppio di cui vi era un grande consumo. Si dovette attendere il 1840 perché gli olandesi, approfittando delle rivalità tra i regni balinesi, riuscissero con un'operazione congiunta navale e terrestre ad occupare prima la regione di Sanur e poi Denpasar. Gli eserciti balinesi, inferiori sia per numero che per armamenti, lanciarono un definitivo attacco suicida (puputan) che si stima sia costato oltre 4 000 vittime. Il dominio olandese dell'isola, comunque, esercitò sempre un'influenza lieve, consentendo che permanesse il controllo locale sulla religione e la cultura.
Durante la seconda guerra mondiale, Bali venne occupata dai Giapponesi. Durante tale occupazione, l'ufficiale balinese Gusti Ngurah Rai organizzò un esercito di liberazione. A seguito della resa del Giappone dell'agosto 1945, i Paesi Bassi ripristinarono in Indonesia, e quindi anche a Bali, il governo coloniale esistente prima della guerra. I ribelli balinesi si opposero utilizzando le armi abbandonate dai giapponesi. Il 20 novembre 1946 il colonnello ventinovenne Gusti Ngurah Rai scagliò le forze ribelli nella Battaglia di Marga, contro le truppe olandesi. L'esercito balinese venne completamente annientato e terminò così ogni ulteriore resistenza. Nello stesso anno gli olandesi, rispondendo alla creazione della Repubblica di Indonesia capeggiata da Sukarno e Hatta, proclamarono la Repubblica dell'Est Indonesia e Bali divenne uno dei 13 distretti del nuovo Stato.

### L'indipendenza
Il 29 dicembre 1949 i Paesi Bassi riconobbero l'indipendenza della Repubblica degli Stati Uniti di Indonesia e nel 1956 Bali rinunciò all'unione con i Paesi Bassi divenendo ufficialmente una provincia dell'Indonesia. Nel 1963 l'eruzione del monte Agung provocò la morte di migliaia di persone, ingenerando una crisi economica che costrinse molti abitanti a trasferirsi in altre zone dell'Indonesia. Nel 1965, in seguito ad un fallito colpo di Stato a Giacarta contro il governo nazionale, in tutte le regioni indonesiane, tra cui a Bali, si verificarono uccisioni di simpatizzanti e (a volte presunti) membri del PKI, il Partito Comunista Indonesiano. Benché non esistano riscontri ufficiali, si reputa che le squadre della morte, appoggiate dal generale Suharto, uccisero oltre 100 000 balinesi.
Il 12 ottobre 2002, un attacco terroristico compiuto con un'auto bomba in un locale di Kuta ha ucciso 202 persone, prevalentemente turisti stranieri. Il 1º ottobre 2005 un secondo doppio attacco terroristico contro turisti avvenuto sia nei pressi della Baia di Jimbaran che nel centro di Kuta ha causato decine di vittime.

## Geografia fisica
Bali si trova circa 8° a sud dell'equatore. L'isola, di forma romboidale, misura approssimativamente 153 km da est a ovest e 112 km da nord a sud. Ad ovest è divisa dall'isola di Giava da un canale largo circa 4 km, mentre ad est è separata dall'isola di Lombok e delle isole Gili tra lo Stretto di Lombok, attraverso il quale passa la Linea di Wallace, il confine tra le regioni biologiche dell'Asia e dell'Oceania.
La costa orientale ed il centro sono montagnose, mentre verso sud il terreno forma una piana alluvionale, solcata da fiumi che disseccano durante la stagione secca e esondano nel periodo delle piogge. Il rilievo più elevato è il Monte Agung (3142 m s.l.m.), che si trova presso la costa orientale ed è un vulcano attivo la cui ultima eruzione risale al 2000.
Anche il Monte Batur (1717 m s.l.m.), al centro dell'isola, è un vulcano attivo: si ritiene che un'eruzione di quest'ultimo avvenuta circa 30 000 anni fa sia stata la più violenta e catastrofica eruzione avvenuta sulla terra. Le strade principali dell'isola percorrono la costa o la tagliano da nord a sud, seguendo le creste delle catene montuose. Non sono presenti ferrovie. Le cittadine principali dell'isola sono:
- Denpasar, la più popolosa città di Bali e attuale capoluogo della provincia;
- Singaraja, porto settentrionale e vecchia capitale del periodo coloniale;
- Seminyak, zona settentrionale di Kuta e centro turistico dell'isola;
- Ubud, 20 km a nord di Denpasar, centro culturale dell'isola per la presenza di musei, gallerie e mercati d'arte.

## Amministrazione
La provincia di Bali è divisa in otto kabupaten (reggenze) ed una città autonoma kota
| Reggenza                  | Capoluogo  | Superficie | Popolazione Cens. 2010 |
| ------------------------- | ---------- | ---------- | ---------------------- |
| Badung                    | Mangupura  | 418,52     | 788.589                |
| Bangli                    | Bangli     | 490,71     | 193.776                |
| Buleleng                  | Singaraja  | 1.364,73   | 624.125                |
| Gianyar                   | Gianyar    | 368,00     | 469.777                |
| Jembrana                  | Negara     | 841,80     | 261.638                |
| Karangasem                | Amlapura   | 839,54     | 396.487                |
| Klungkung                 | Semarapura | 315,00     | 170.543                |
| Tabanan                   | Tabanan    | 839,30     | 420.913                |
| Denpasar (città autonoma) |            | 127,78     | 788.589                |

Nel 2014 la popolazione di Bali è stata stimata a circa 4,28 milioni di abitanti. Circa 50,000 sono stranieri espatriati.

## Economia
Fino agli anni settanta, l'economia dell'isola era prevalentemente basata sull'agricoltura. In seguito Bali ha conosciuto uno sviluppo turistico, proveniente in prevalenza dall'Asia e dall'Europa, che ha fatto sì che il turismo diventasse la risorsa economica preminente, anche se i due attentati del 2002 e del 2005 hanno provocato un sensibile calo delle presenze. Nonostante questo, la maggioranza della popolazione lavora nel settore agricolo, che produce principalmente riso ma anche frutta e verdura, cacao, caffè, tè, caucciù, tabacco e spezie, ed anche la pesca è un'attività importante. Infine, Bali è famosa per il suo artigianato: l'intaglio della pietra e del legno, la lavorazione dell'argento e la produzione di stoffe, tra cui il famoso batik.

### Turismo
Il turismo è concentrato prevalentemente nelle aree costiere meridionali, dove sorgono le località di Kuta e Seminyak (a sud-ovest), di Sanur (a sud-est) e di Jimbaran e il nuovo insediamento di Nusa Dua (a sud). Seminyak è la parte più moderna e lussuosa, insieme a Nusa Dua. Kuta è la meta più ambita dai surfisti, mentre Ubud, al centro dell'isola, tra foreste e terrazze di riso, è senza dubbio la capitale culturale di Bali e vi si ritrova la serenità rurale e l'inimitabile spirito balinese. La penisola meridionale di Bukit è la zona più arida dell'isola, ma vanta numerose spiagge nascoste e reef per i surfisti più coraggiosi. Il nord dell'isola è indicato per chi cerca pace e tranquillità, inoltre offre i migliori fondali marini per snorkeling. A est di Bali si trova Nusa Lembongan, tranquilla isola di coltivatori di alghe marine dove si respira ancora un'atmosfera ormai dimenticata.
Grazie alla vita notturna della zona di Kuta, Bali è soprannominata da qualcuno l'Ibiza d'oriente. Vicino a Jimbaran, sull'istmo che collega la parte più meridionale dell'isola, sorge l'aeroporto internazionale Ngurah Rai. Nel 2013 i turisti stranieri sono stati di circa 3,2 milioni, che si aggiungono agli oltre 5 milioni di turisti indonesiani. I più presenti sono stati gli australiani (750.000), i cinesi (350.000) e i giapponesi (190.000). A seguire malesi, sud coreani, taiwanesi, francesi, singaporiani, britannici, americani, tedeschi, russi, olandesi, indiani e neo zelandesi. Le previsioni per il 2014 sono di 3,5 milioni di turisti stranieri.

## Società

### Religione

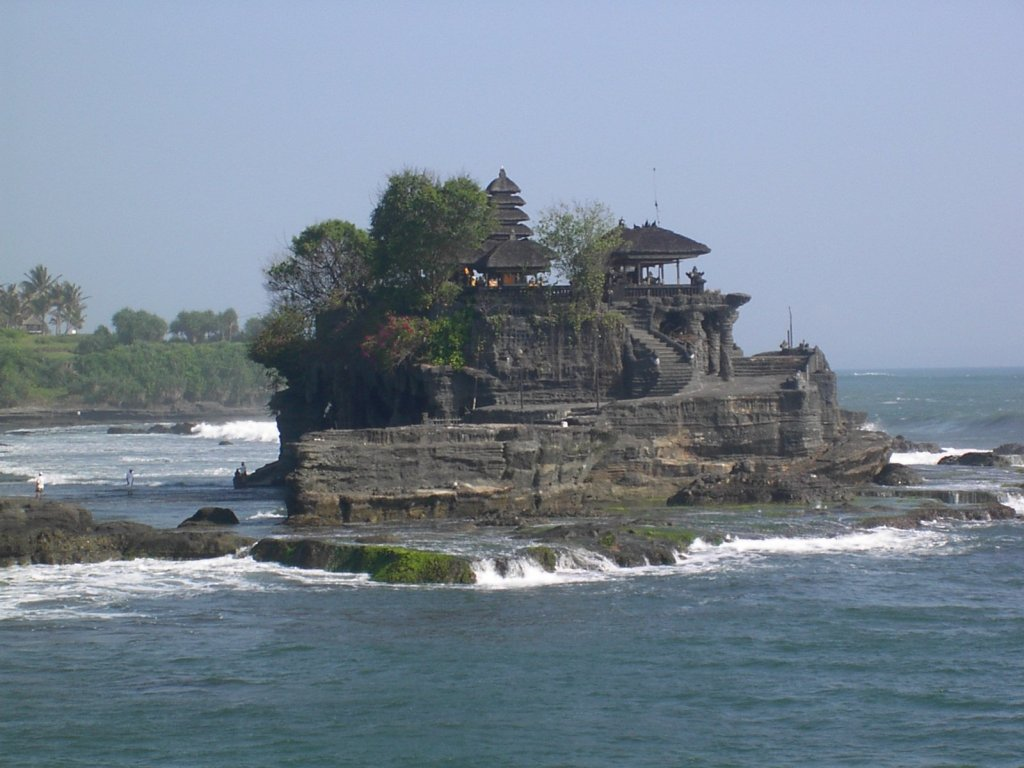
Tempio di Tanah Lot.

Secondo le statistiche ufficiali (nelle quali non sono compresi gli immigrati da altre zone dell'Indonesia) il 92% della popolazione aderisce all'Induismo Balinese, combinazione di credenze locali e influenza dell'induismo del sud est asiatico. Altre religioni presenti sono l'Islam (5,7%), il Cristianesimo (1,4%) e il Buddhismo (0,6%).
Oltre ai sopra citati nativi balinesi, molti sono gli indonesiani che si spostano a Bali per lavorare nel turismo, di conseguenza la percentuale di musulmani è in realtà molto più alta. Questo lo si può notare nei giorni finali del Ramadan quando le persone festeggiano nei propri villaggi di origine e Kuta e dintorni si svuotano. Inoltre nella zona più tranquilla ovvero a nord-ovest dell'isola, vista la vicinanza con Giava, sono sempre più numerose le moschee in costruzione.

### Lingue e dialetti
L'indonesiano e il balinese sono le lingue parlate universalmente dalla popolazione, insieme all'inglese che è la prima lingua straniera conosciuta. Oltre a queste lingue, esistono anche numerosi dialetti indigeni, diversificati anche all'interno di comunità ristrette a causa della tradizionale suddivisione in caste e in clan della popolazione, che va tuttavia perdendo importanza.

## Cultura
Bali è famosa per la sua cultura artistica e pittura, scultura e intaglio del legno sono attività artistiche molto sviluppate, soprattutto nell'area di Ubud. La musica tradizionale balinese, il gamelan, così come le danze tradizionali quali il legong, il barong e il kecak, godono anch'esse di grande seguito nella popolazione. Seguendo la tradizione induista, i balinesi cremano i loro morti.
Questa circostanza è l'occasione di una celebrazione che diviene in tutto e per tutto una festa popolare, con una processione all'interno della città, musica di gamelan, offerte di varia natura depositate sul catafalco del defunto, in un'atmosfera gioiosa. La vita dell'isola è scandita anche da innumerevoli altre cerimonie che, seguendo solitamente il calendario balinese di 210 giorni, sembrano imprevedibili agli occhi dei turisti occidentali. Celebrazioni e feste vengono svolte per innumerevoli dei e negli anniversari di ognuno degli oltre 20 000 templi dell'isola. Il subak, sistema di irrigazione balinese sviluppato oltre 1000 anni fa nelle risaie a terrazza, è diventato Sito Patrimonio dell'Umanità UNESCO nel 2012.

## Cucina
La cucina di Bali si differenzia leggermente dalla cucina indonesiana. L'uso di molte spezie fresche (non secche), cocco, salsa di soia dolce (kecap manis) e arachidi sono i principali ingredienti caratteristici. Il cibo viene marinato quasi sempre con dei pesti di curcuma, zenzero, scalogno, aglio, peperoncino e molte altre spezie per poi essere cotto quasi sempre grigliato o al vapore. Le bevande tipiche sono l'acqua di cocco, il tè indonesiano e il kopi Bali, ovvero caffè locale in polvere con aggiunta di zucchero. Il vero cibo balinese e indonesiano si può gustare nei numerosissimi warung lungo le strade, oppure delle versioni più moderne nei ristoranti di lusso.